# Сюантхюи
Сюантхюи — национальный парк во Вьетнаме.

## Физико-географическая характеристика
Национальный парк расположен в дельте Красной реки в бухте Балат, выступающей в море, с юга ограничен рекой Воп. Парк включает ряд островов и затопляемых территорий. Крупнейшим островом является Нган, представляющий собой искусственные водоёмы с мангровыми лесами. Остров Лу состоит из песчаных пляжей и прибрежных болот с небольшим количеством искусственных водоёмов. Остров Сань представляет собой постоянно растущий за счёт выноса отложений течением реки песчаный остров. Во время большого отлива острова Лу и Сань соединяются.
Максимальная высота над уровнем моря достигает 3 метров, самая глубокая часть — 6 метров.
Административно парк находится в округе Зяотхюи, провинция Намдинь.

## Флора и фауна
Важной экосистемой паркой являются мангровые леса. Они являются естественной защитой от штормов и эрозии, а также представляют убежище ряду видов, имеющих важное экономическое значения для региона: Penaeus monodon, Scylla serrata, Meretrix meretrix. К основным видам растений относят Kandelia candel, Sonneratia caseolaris, Aegiceras corniculatum, Acanthus ilicifolius. Часть территории занята монокультурами. В 1996 году 300 гектаров около острова Нган было покрыто Phragmites sp., которые исчезли к 2000 году.
Исследования различных лет показывают большое количество птиц, которые останавливаются на территории парка на зимние квартиры. В частности в 1988 и 1994 годы наблюдалось 20 тысяч водных птиц, в весной 1966 года — 33 тысячи куликов. Среди редких видов птиц малая колпица (Platalea minor), желтоклювая цапля (Egretta eulophotes), серый пеликан (Pelecanus philippensis), лопатень (Calidris pygmaea), пепельный улит (Tringa brevipes), большой веретенник (Limosa limosa), большой кроншнеп (Numenius arquata), щёголь (Tringa erythropus), охотский улит (Tringa guttifer), чернозобик (Calidris alpina), китайская чайка (Chroicocephalus saundersi). Для сохранения данной среды для птиц на острове Лу была высажена казуарина хвощевидная.

## Взаимодействие с человеком
В 1988 году территория площадью 120 км² была включена в список водно-болотных угодий, охраняемых Рамсарской конвенцией, став первым объектом такого рода в стране. В 1993 году был утверждён проект развития территории в 56,4 км², в 1995 году — основан природный заповедник, а в 2003 году территория приобрела статус национального парка. В 2004 году был создан биосферный резерват дельта Красной реки, частью которого стал национальный парк. В 2002 году территория площадью 120 км², включающая заповедник, была внесена в список сайтов BirdLife International.
За последние 12 лет площадь мангровых лесов уменьшилась на 70 %. В основном это связано с расчисткой пространства под фермы по разведению креветок, различным использованием древесины. На ряде участков мангровые были пересажены чтобы уменьшить влияние штормов и эрозии. Основным видом при этом является (Kandelia obovata), что нарушает баланс экосистемы.